# Puente Viesgo
Puente Viesgo là một đô thị trong tỉnh Cantabria, Tây Ban Nha.
43°00′B 4°08′T / 43°B 4,133°T